# Битка при Судомерж
Битката при Судомерж се състои през 1420 г. и е сблъсък между хуситите и контрареформаторските сили, подкрепени от отряд чешки йоанити. Бохемска католическа шляхта под водачеството на рицарите Бохуслав Швамберкски, Петер от Щернберг, Индржих Храдечки и Хануш Коловратски не успява във втория си опит да смаже хусисткото въстание на Ян Жижка.

## Ход на битката
Мобилната рицарска конница лесно прихваща бойните фургони на Жижка в Южнобохемския край в района на хоспиталиерския приорат Страконице. Първоначално хуситите опитват да избегнат сражението и дори предлагат да се предадат – рицарите презрително отхвърлят това предложение.
Бойците на Жижка отново се уповават на отбранителна стратегия и оформят мобилна фортификация (табор) с помощта на бойните си фургони. Кавалерийската атака на рицарите се оказва безполезна срещу изградения форт и шляхтичите са принудени да се бият спешени. Преодоляли основното предимство на конния боец, хуситите обстрелват врага си и с огнестрелните си оръжия. При атаките на рицарите загива Индржих Храдечки, заедно с него и немалко други тежковъоръжени рицари са повалени под триториите на чешката лека пехота.

## Последствия
Сломеният устрем на смутените рицари и падналата нощ позволяват на хуситите да се оттеглят от полесражението, отнасяйки стратегическата и логистическа победа. Въпреки крайнонеравностойното разпределение на силите (хуситите водят със себе си своите семейства, също участвали в боя) Ян Жижка печели втора неочаквана победа над остарелите бойни тактики на рицарската война.

## Галерия
- Поражението на облечните в желязо господари при Судомерж,
автор: Адолф Либшер
- Хуситски мобилен форт – под знамето на Сиротните таборити
- За да отбележи победата през 1925 г. е построена 16-метрова статуя на Ян Жижка,
автор: Емануел Кодет